# Tokoscsőrűfélék
A tokoscsőrűfélék (Chionididae) a madarak osztályának lilealakúak (Charadriiformes) rendjébe tartozó család. 1 nem és 2 faj tartozik a családba.

## Rendszerezés
A család egyetlen nem két faja tartozik ide:
- Chionis (Forster, 1788):
  - falklandi tokoscsőrű más néven fehér tokoscsőrűmadár (Chionis alba)
  - kerguleni tokoscsőrű[1] vagy feketearcú tokoscsőrűmadár (Chionis minor)

## Képek

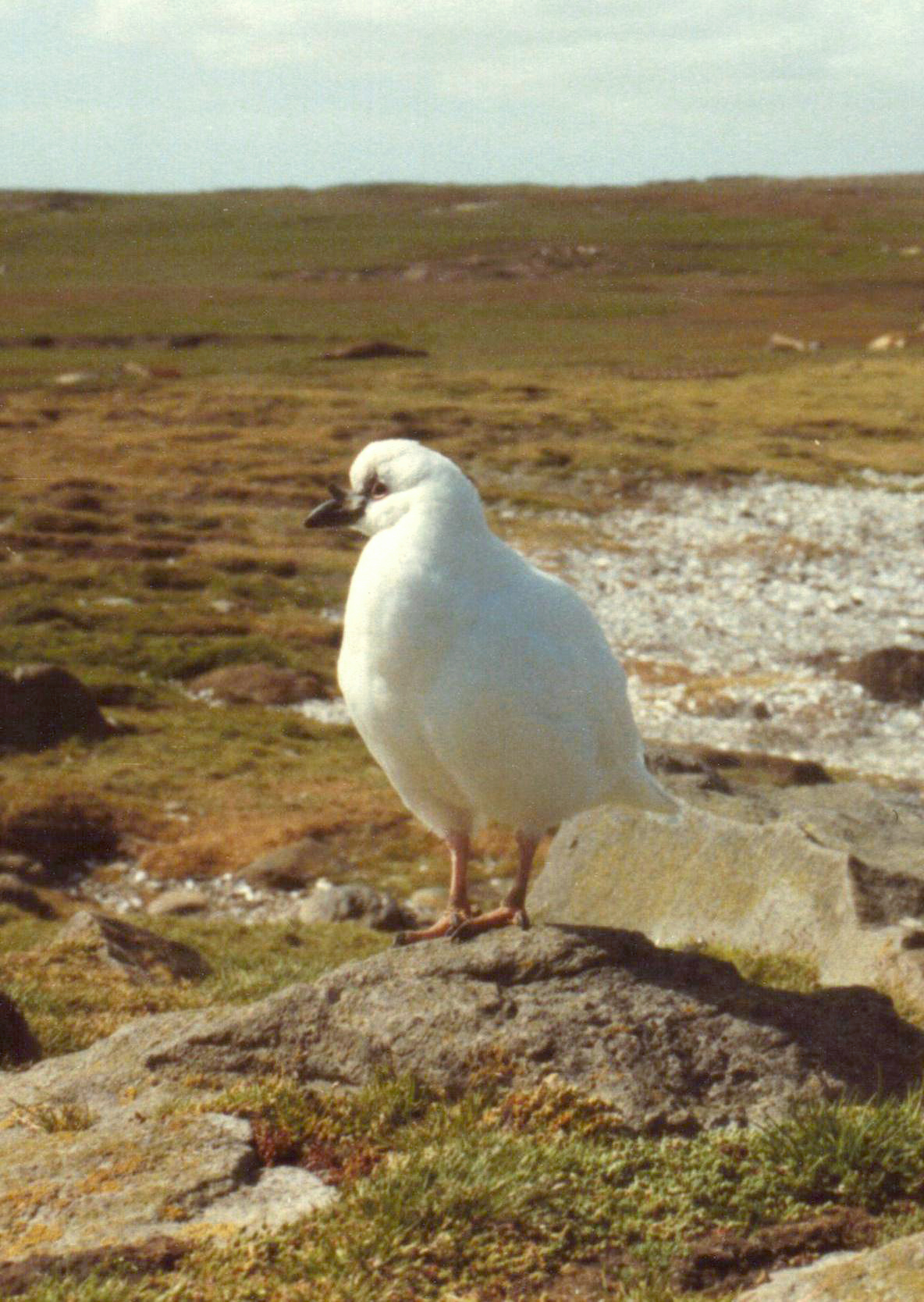
Feketearcú tokoscsőrűmadár (Chionis minor)
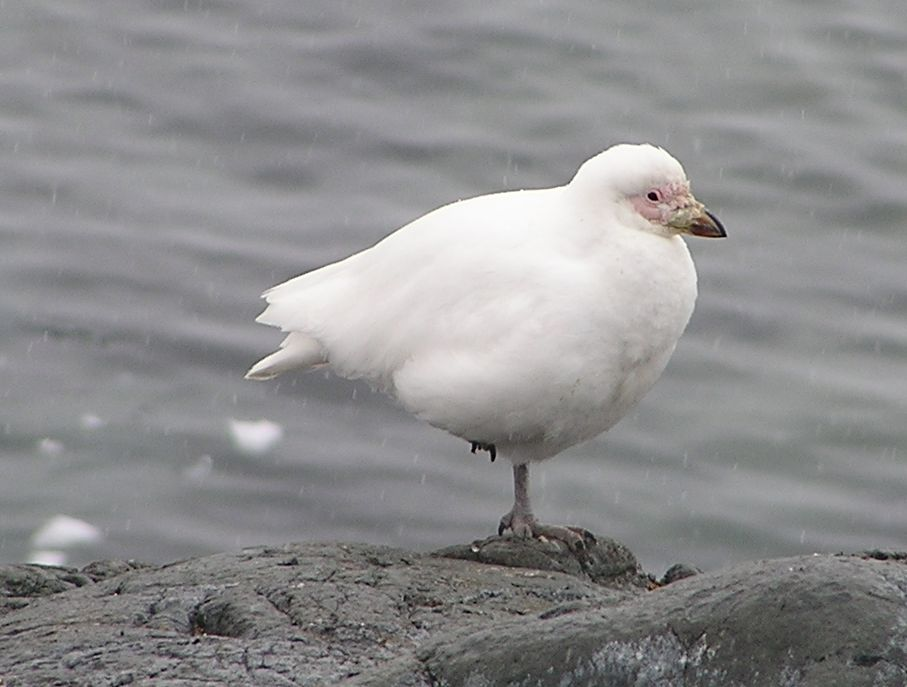
Falklandi tokoscsőrűmadár (Chionis alba)